# Cassipourea obovata
Espèce
Statut de conservation UICN

 DD  : Données insuffisantes
Cassipourea obovata est une espèce de plantes de la famille des Rhizophoraceae.

## Publication originale
- Kew Bulletin 1925: 261. 1925.